# Laphria claripennis
Laphria claripennis är en tvåvingeart som beskrevs av Jacques-Marie-Frangile Bigot 1878. Laphria claripennis ingår i släktet Laphria och familjen rovflugor.
Artens utbredningsområde är Sri Lanka. Inga underarter finns listade i Catalogue of Life.